# Paul Johnson (író)
Paul Bede Johnson (Manchester, 1928. november 2. – London, 2023. január 12.) angol katolikus történész, író és újságíró.
Egyetemi tanulmányait Oxfordban végezte. Johnson először újságíróként tűnt fel az 1950-es években, majd termékeny íróvá vált; újságokban és magazinokban megjelent számtalan cikke mellett összesen több mint 40 könyvet írt. Míg karrierje elején a politikai baloldallal hozták kapcsolatba, ma már jelentős és népszerű konzervatív történészként tartják számon.

## Művei megjelenési sorrendben
Antológiák, vitairatok és írások a kortárs történelem témakörében
- (1957) ... (Conviction)
- (1957) ... (The Suez War)
- (1958) ... (Journey Into Chaos)
- (1971) ... (Statesmen And Nations)
- (1977) ... (Enemies of Society)
- (1980) ... (The Recovery of Freedom)
- (1981) ... (The Best of Everything – Animals, Business, Drink, Travel, Food, Literature, Medicine, Playtime, Politics, Theatre, Young World, Art, Communications, Law and Crime, Films, Pop Culture, Sport, Women's Fashion, Men's Fashion, Music, Military – társszerző)
- (1985) ... (The Pick of Paul Johnson)
- (1986) ... (The Oxford Book Of Political Anecdotes)
- (1988) Értelmiségiek (Intellectuals)
- (1994) ... (The Quotable Paul Johnson A Topical Compilation of His Wit, Wisdom and Satire)
- (1994) ... (Wake Up Britain – a Latter-day Pamphlet)
- (1996) ... (To Hell with Picasso & Other Essays: Selected Pieces from “The Spectator”)

Művészet
- (1993) ... (Gerald Laing : Portraits Thomas Gibson)
- (1999) ... (Julian Barrow's London)
- (2003) ... (Art: A New History)

Történelem
- (1972, 1998) ... (The Offshore Islanders: England's People from Roman Occupation to the Present/to European Entry (1972), Offshore Islanders: A History of the English People (1998))
- (1974) ... (Elizabeth I: a Study in Power and Intellect)
- (1974) ... (The Life and Times of Edward III)
- (1976) ... (Civilizations of the Holy Land)
- (1977) ... (Education of an Establishment)
- (1978) Az ősi Egyiptom civilizációja (The Civilization of Ancient Egypt)
- (1981) ... (Ireland: A Concise History from the Twelfth Century to the Present Day)
- (1983) ... (A History of the Modern World from 1917 to the 1980s)
- (1984, 2005, 2016) A modern kor – A XX. század igazi arca (Modern Times: A History of the World from the 1920s to the 1980s (1984), Modern Times: A History of the World from the 1920s to the Year 2000 (2005))
- (1987) ... (Gold Fields A Centenary Portrait)
- (1987) A zsidók története (A History of the Jews)
- (1991) ... (The Birth of the Modern: World Society 1815-1830)
- (1996) ... (The Holocaust)
- (1997) ... (A History of the American People)
- (2002) A reneszánsz (The Renaissance)
- (2002) Napóleon (Napoleon)
- (2005) ... (George Washington: The Founding Father)
- (2006) ... (Creators)
- (2007) ... Hősök (Heroes)

Emlékirat
- (2004) ... (The Vanished Landscape: A 1930s Childhood in the Potteries)
- (2010) ... (Brief Lives)

Regények
- (1959) ... (Left of Centre)
- (1964) ... (Merrie England)

Vallás
- (1975) ... (Pope John XXIII)
- (1977) A kereszténység története (A History of Christianity)
- (1982) ... (Pope John Paul II And The Catholic Restoration)
- (1996) Isten nyomában – Zarándokút (The Quest for God: A Personal Pilgrimage)
- (1997) ... (The Papacy)

Utazás
- (1973) ... (The Highland Jaunt)
- (1974) ... (A Place in History: Places & Buildings Of British History)
- (1978) ... (National Trust Book of British Castles)
- (1980) ... (British Cathedrals)
- (1984) ... (The Aerofilms Book of London from the Air)

Újságírás
- 2008-10-04 "From Hadrian to Gordon: sublime to ridiculous" The Spectator 308/9397 (4 October 2008) : 26

## Magyarul megjelent művei
- Marx. Tanulmány; Megyery Jenő összeáll.; PV, Tulsa, 1995
- Értelmiségiek; ford. Elekes Dóra et al.; Európa, Budapest, 1999
- A modern kor. A 20. század igazi arca; ford. Berényi Gábor; Kairosz–XX. Század Intézet, Szentendre–Budapest, 2000
- A kereszténység története; ford. Makovecz Benjamin; Európa, Budapest, 2001
- A zsidók története; ford. Szántó Judit; Európa, Budapest, 2001
- Az ősi Egyiptom civilizációja; ford. Kovács Lajos; Európa, Budapest, 2003
- Isten nyomában. Zarándokút; ford. Makovecz Benjamin; Európa, Budapest, 2003
- A reneszánsz; ford. Szűr-Szabó Katalin; Európa, Budapest, 2004 (Áttekintések)
- Hősök. Nagy Sándor, Julius Caesar, Churchill, De Gaulle...; ford. Makovecz Benjamin; Európa, Budapest, 2010
- Szókratész. Egy időszerű ember; ford. Csák János; Európa, Budapest, 2014
- Az amerikai nép története; ford. Makovecz Benjámin; Akadémiai, Budapest, 2016

## Fordítás
- Ez a szócikk részben vagy egészben  a   Paul Johnson (writer) című angol Wikipédia-szócikk ezen változatának fordításán alapul.  Az eredeti cikk szerkesztőit annak laptörténete sorolja fel. Ez a jelzés csupán a megfogalmazás eredetét és a szerzői jogokat jelzi, nem szolgál a cikkben szereplő információk forrásmegjelöléseként.

## Külső hivatkozások
- Philosophy Now paper The Uses and Abuses of Philosophical Biographies on Johnson's Intellectuals (1988)
- Feud – and it's a scorcher! – article by John Walsh on Johnson's differences with The Guardian in The Independent July 28, 1997 Archiválva 2008. március 18-i dátummal a Wayback Machine-ben
- New York Times Featured Author September 9, 2000: Paul Johnson
- Christopher Hitchens "The Rise and Fall of Paul "Spanker" Johnson", Salon.com, 28 May 1998
- White House press release regarding Presidential Medal of Freedom awarded to Johnson